# Château de Gillevoisin
Le château de Gillevoisin est un château français situé dans la commune de Janville-sur-Juine, au cœur de l'ancien pays de Hurepoix, dans le département de l'Essonne et la région Île-de-France.

## Histoire
Dans Le guide du patrimoine d'Ile-de-France, il est mentionné pour la construction : "seconde moitié XVIe s. et début XVIIe s.", tandis que sur le site Internet de la plateforme ouverte du patrimoine (POP, nouvelle base Mérimée), la principale campagne de construction aurait eu lieu dans : "[la] 1ère moitié 17e siècle". 
Toujours d'après Le guide du patrimoine d'Ile-de-France, on apprend que "On peut attribuer la construction, pour partie, à Jacques Amyot, le célèbre humaniste, propriétaire de Gillevoisin en 1565 ; pour partie à Marie Brisson, héritière de son père, le président Barnabé Brisson (mort en 1592) et épouse de François Miron, le prévôt des marchands de Paris, ou à Nicolas Gobelin, de la célèbre famille de teinturiers, propriétaire de Gillevoisin en 1618. Fortement remanié au XIXe s."
Le monument fait l’objet d’une inscription au titre des monuments historiques depuis le 13 février 1969.

## Pour approfondir
Le château sert de décor (lycée privé) au film Les Grandes Vacances, de Jean Girault (1967), avec Louis de Funès.

### Sitographie
Château de Gillevoisin (culture.gouv.fr) 

## Sources
1. ↑  Notice no PA00087924, sur la plateforme ouverte du patrimoine, base Mérimée, ministère français de la Culture